# Coagulante
En química de aguas, un coagulante son sales metálicas que reaccionan con la alcalinidad del agua, para producir un flóculo de hidróxido del metal, insoluble en agua, que incorpore a las partículas coloidales:
	   - Alumbre [Al2(SO4)3.18 H2O]
	   - Sulfato férrico [Fe2(SO4)3.x H2O]
	   - Cloruro férrico [FeCl3.6 H2O]
	   - Sulfato ferroso [FeSO4.7 H2O]
	   - Carbonato de magnesio [MgCO3·3H2O]
	   - Aluminato sódico [NaAlO3]
Favoreciendo su separación por medio de sedimentación.
- Datos: Q8347282